# 我想吃掉你的胰臟
《我想吃掉你的胰臟》是日本作家住野夜的處女作，於成為小說家吧中連載，由雙葉社出版的小說，獲得2016年「本屋大賞」第二名。於2017年推出真人電影；2018年推出動畫電影。

## 故事简介
沒有存在感的少年主角和沒有未來的患者女主角，他在撿到她的日記《共病文庫》後，在班上原沒有交集的兩人，生命自此有了改變。對少年來說，他想要患有胰臟疾病的少女恢復健康，對少女來說，她想要正常的人生活著下去。個性相反的兩人相遇後，情感得到互補。

## 登場人物
「我」（志賀 春樹）（聲：鈴村健一（電子書）／高杉真宙（動畫電影））
本作男主角，尽可能避开与人往来的高中生，比起与人交流更热衷于书籍。在医院间捡到樱良的《共病文库》，而得知了樱良的秘密，之後在看電視新聞的時候，得知櫻良被殺害，自責不已。後來去櫻良家拜訪，看了櫻良留下了紙條之後，才重新振作。
山内櫻良（聲：堀江由衣（電子書）／Lynn（動畫電影））
本作女主角，充满元气的少女，有着好奇心。在得知自己的疾病和时日无多后，开始记录《共病文库》。關於自己的病情，她只告訴了「我」，并没有告知周围朋友。
泷本恭子（聲：東內麻里子（電子書）／藤井幸代（動畫電影））
樱良的青梅竹马兼挚友。一直以来都担任着樱良的護身保鏢。有着强势的性格。
口香糖君／宮田一晴（聲：丸高大知（電子書）／福島潤（動畫電影））
与“我”和樱良结识以后，开始跟“我”搭话的同班同学。一旦谈起话来，不知为何就会给人口香糖。
班長／隆弘（聲：本橋大輔（電子書）／内田雄馬（動畫電影））
与“我”和樱良同班的班长。品行端正的优等生。在班上很受欢迎。

## 出版書籍
| 出版社             | 出版日期      | ISBN                   | 格式                  |
| ------------------ | ------------- | ---------------------- | --------------------- |
| 雙葉社             | 2015年6月19日 | ISBN 978-4-575-23905-8 | 單行本                |
| 雙葉社             | 2017年4月27日 | ISBN 978-4-575-51994-5 | 文庫版                |
| 雙葉社             | 2018年7月27日 | ISBN 978-4-575-24109-9 | 青少年文庫版          |
| 悅知文化           | 2016年8月29日 | ISBN 978-986-93371-5-1 | 平裝書                |
| 华中科技大学出版社 | 2017年7月1日  | ISBN 978-7-5680-2720-5 | 平裝書                |
| 悅知文化           | 2017年9月28日 | ISBN 978-986-950-946-6 | 電影珍藏版 （平裝書） |
| 花城出版社         | 2023年预定    | ISBN 978-7-5680-2720-5 | 平裝書                |

## 漫畫版
於雙葉社的漫畫雜誌《月刊Action》2016年10月號到2017年7月號期間進行連載漫畫。單行本全2卷。
| 冊數 | 雙葉社        | 雙葉社                 | 東立出版社    | 東立出版社             |
| 冊數 | 發售日期      | ISBN                   | 發售日期      | ISBN                   |
| ---- | ------------- | ---------------------- | ------------- | ---------------------- |
| 上   | 2017年2月10日 | ISBN 978-4-575-84925-7 | 2017年10月2日 | ISBN 978-986-486-768-4 |
| 下   | 2017年6月20日 | ISBN 978-4-575-84993-6 | 2017年10月2日 | ISBN 978-986-486-769-1 |

## 電影

### 登場人物
- 山内櫻良：濱邊美波
- 志賀春樹（學生時期）：北村匠海
- 恭子（學生時期）：大友花戀
- 宮田一晴（學生時期）：矢本悠馬
- 隆弘：櫻田通
- 栗山：森下大地
- 志賀春樹（十二年後）：小栗旬
- 恭子（十二年後）：北川景子
- 宮田一晴（十二年後）：上地雄輔

### 工作人員
- 原作：住野夜《我想吃掉你的胰臟》（雙葉社）
- 插畫：loundraw
- 導演：月川翔
- 劇本：吉田智子
- 音樂：松谷卓
- 主題歌： Mr.Children《himawari》
- 追加編曲：伊藤五郎
- 製作：市川南
- 共同製作：村田嘉邦、戸塚源久、弓矢政法、山本浩、高橋誠、吉川英作、細野義朗、荒波修、林誠、清水美成
- 執行製作：山内章弘、上田太地
- 企劃製作：臼井央、春名慶
- 製作人：神戸明
- 製作總指揮：阿久根裕行
- 攝影：柳田裕男
- 美術：五辻圭
- 成音：久野貴司
- 照明：加藤桂史
- 編審：穂垣順之助
- 助理導演：二宮孝平
- 責任製作：濱崎林太郎
- 音月製作：北原京子
- 製作統括：佐藤毅
- 電影原聲帶發行：日本華納音樂
- 發行：東寶
- 製作公司：東寶電影
- 製作：「我想吃掉你的胰臟」製作委員會（東寶、博報堂DY音樂影視、雙葉社、JR東日本企劃、博報堂、KDDI、日本出版販賣、Tristone Entertainment、星塵營業、東急廣告代理、GYAO!、東販）

### 票房
在日本國內票房反應好，首週末就榮登日片票房冠軍，上映約2週大破12億日幣，上映4週票房20億，該片在日本累計票房突破30億。除了日本地區之外，票房表現皆不達理想。在臺灣的票房成績，首週63萬，兩週155萬，臺灣票房累計441萬。

### 獎項
| 年度   | 頒獎典禮         | 獎項       | 入圍者     | 結果 |
| 2016年 | 本屋大賞         | 第二名     | 第二名     | 獲獎 |
| 2017年 | 報知電影獎       | 最佳電影   | 最佳電影   | 提名 |
| 2017年 | 報知電影獎       | 最佳男配角 | 小栗旬     | 提名 |
| 2017年 | 報知電影獎       | 最佳新人獎 | 北村匠海   | 獲獎 |
| 2017年 | 報知電影獎       | 最佳新人獎 | 濱邊美波   | 獲獎 |
| 2017年 | 日刊體育電影大獎 | 最佳電影   | 最佳電影   | 提名 |
| 2017年 | 日刊體育電影大獎 | 最佳女主角 | 濱邊美波   | 提名 |
| 2017年 | 日刊體育電影大獎 | 最佳新人獎 | 北村匠海   | 提名 |
| 2017年 | 日刊體育電影大獎 | 最佳新人獎 | 濱邊美波   | 獲獎 |
| 2018年 | 第60屆藍絲帶獎   | 最佳作品   | 最佳作品   | 提名 |
| 2018年 | 第60屆藍絲帶獎   | 新人獎     | 濱邊美波   | 提名 |
| 2018年 | 第60屆藍絲帶獎   | 新人獎     | 北村匠海   | 提名 |
| 2018年 | 日本電影學院獎   | 最佳影片獎 | 最佳影片獎 | 提名 |
| 2018年 | 日本電影學院獎   | 最佳編劇獎 | 吉田智子   | 提名 |
| 2018年 | 日本電影學院獎   | 新人演員獎 | 濱邊美波   | 獲獎 |
| 2018年 | 日本電影學院獎   | 新人演員獎 | 北村匠海   | 獲獎 |

## 動畫電影
2018年9月1日於日本上映動畫電影。製作企畫為Aniplex擔任。

### 工作人員
- 原作：住野夜「我想吃掉你的胰臟」（雙葉社）
- 監督・脚本：
- 角色設計・總作畫監督：岡勇一
- 美術監督：小川友佳子
- 美術監督輔佐：渡辺佳人
- 色彩設計：堀川佳典
- 攝影監修：齊藤寬
- 攝影監督：小池真由子
- 3DCG監督：
- 編輯：神宮司山美
- 音響監督：
- 音響效果：出雲範子
- 音樂：世武裕子
- 動畫作人：三田圭志
- 動畫作：Studio VOLN
- 企畫販售：Aniplex
- 製作：我想吃掉你的胰臟製作委員會

### 登場角色（配音員）
- 志賀春樹：高杉真宙[12]
- 山内櫻良：Lynn[12]
- 恭子：藤井幸代[13]
- 隆弘：内田雄馬[13]
- 口香糖君：福島潤[13]
- 春樹母親：田中敦子[13]
- 春樹父親：三木真一郎[13]
- 櫻良母親：和久井映見[14]

## 外部連結
- 日本雙葉社官方網站 （页面存档备份，存于）（日語）
- 《我想吃掉你的胰臟》動畫電影官方網站 （页面存档备份，存于）（日語）